# Finale du Grand Prix ISU 2024-2025
Navigation
Édition précédente Édition suivante
La finale du Grand Prix ISU est la dernière épreuve qui conclut chaque année le Grand Prix international de patinage artistique organisé par l'International Skating Union. Elle accueille des patineurs de niveau senior dans quatre catégories: simple messieurs, simple dames, couple artistique et danse sur glace.
Pour la saison 2024-2025, la finale est organisée du 5 au 8 décembre 2024 à la patinoire Polesud de Grenoble en France. Il s'agit de la 28e finale depuis la création du Grand Prix ISU en 1995.
Depuis le 1er mars 2022, l'Union internationale de patinage interdit aux patineurs artistiques et aux officiels de la fédération de Russie et de la Biélorussie de participer et d'assister à toutes les compétitions internationales en raison de l'invasion russe de l'Ukraine le 24 février 2022. Les athlètes russes et biélorusses ne peuvent donc participer à aucune épreuve du Grand Prix ISU 2024-2025, pour la troisième année consécutive.

## Qualifications
Seuls les patineurs qui atteignent l'âge de 17 ans au 1er juillet 2024 peuvent participer aux épreuves du Grand Prix ISU 2024/2025. Les épreuves de qualifications sont successivement :
- le Skate America du 18 au 20 octobre 2024 à Allen.
- le Skate Canada du 25 au 27 octobre 2024 à Halifax.
- le Trophée de France du 1er au 3 novembre 2024 à Angers.
- le Trophée NHK du 8 au 10 novembre 2024 à Tokyo.
- le Grand-Prix d'Helsinki du 15 au 17 novembre 2024 à Helsinki.
- la Coupe de Chine du 22 au 24 novembre 2024 à Chongqing.

Les patineurs participent à un ou deux grands-prix. Les six patineurs qui ont obtenu le plus de points sont qualifiés pour la finale et les trois patineurs suivants sont remplaçants.
|             | Messieurs                      | Dames          | Couples                                             | Danse sur glace                          |
| ----------- | ------------------------------ | -------------- | --------------------------------------------------- | ---------------------------------------- |
| 1           | Ilia Malinin                   | Kaori Sakamoto | Deanna Stellato-Dudek / Maxime Deschamps (Forfaits) | Lilah Fear / Lewis Gibson                |
| 2           | Yuma Kagiyama                  | Amber Glenn    | Riku Miura / Ryuichi Kihara                         | Madison Chock / Evan Bates               |
| 3           | Shun Sato                      | Wakaba Higuchi | Minerva Fabienne Hase / Nikita Volodin              | Piper Gilles / Paul Poirier              |
| 4           | Adam Siao Him Fa (Forfait)     | Hana Yoshida   | Sara Conti / Niccolò Macii                          | Charlène Guignard / Marco Fabbri         |
| 5           | Kevin Aymoz                    | Mone Chiba     | Anastasiia Metelkina / Luka Berulava                | Evgeniia Lopareva / Geoffrey Brissaud    |
| 6           | Daniel Grassl                  | Rino Matsuike  | Ellie Kam / Daniel O'Shea                           | Marjorie Lajoie / Zachary Lagha          |
| Remplaçants |                                |                |                                                     |                                          |
| 1er         | Mikhail Shaidorov (Remplaçant) | Rinka Watanabe | Rebecca Ghilardi / Filippo Ambrosini (Remplaçants)  | Christina Carreira / Anthony Ponomarenko |
| 2e          | Andrew Torgashev               | Chaeyeon Kim   | Maria Pavlova / Alexei Sviatchenko                  | Olivia Smart / Tim Dieck                 |
| 3e          | Koshiro Shimada                | Rion Sumiyoshi | Alisa Efimova / Misha Mitrofanov                    | Allison Reed / Saulius Ambrulevičius     |

## Résultats

### Messieurs
| Rang | Nom               | Pays       | Points | Programme court | Programme court | Programme libre | Programme libre |
| ---- | ----------------- | ---------- | ------ | --------------- | --------------- | --------------- | --------------- |
| 1    | Ilia Malinin      | États-Unis | 292.12 | 1               | 105.43          | 2               | 186.69          |
| 2    | Yuma Kagiyama     | Japon      | 281.78 | 2               | 93.49           | 1               | 188.29          |
| 3    | Shun Sato         | Japon      | 270.82 | 4               | 86.28           | 3               | 184.54          |
| 4    | Daniel Grassl     | Italie     | 254.96 | 5               | 81.76           | 4               | 184.54          |
| 5    | Mikhail Shaidorov | Kazakhstan | 253.75 | 3               | 91.26           | 6               | 162.49          |
| 6    | Kevin Aymoz       | France     | 238.63 | 6               | 68.82           | 5               | 169.81          |

### Dames
| Rang | Nom            | Pays       | Points | Programme court | Programme court | Programme libre | Programme libre |
| ---- | -------------- | ---------- | ------ | --------------- | --------------- | --------------- | --------------- |
| 1    | Amber Glenn    | États-Unis | 212.07 | 1               | 70.04           | 1               | 142.03          |
| 2    | Mone Chiba     | Japon      | 208.85 | 2               | 69.33           | 2               | 139.52          |
| 3    | Kaori Sakamoto | Japon      | 201.13 | 4               | 63.98           | 3               | 137.15          |
| 4    | Wakaba Higuchi | Japon      | 195.96 | 6               | 61.61           | 4               | 134.35          |
| 5    | Hana Yoshida   | Japon      | 194.02 | 3               | 64.23           | 5               | 129.79          |
| 6    | Rino Matsuike  | Japon      | 189.02 | 5               | 62.63           | 6               | 126.39          |

### Couples
| Rang | Nom                                    | Pays       | Points | Programme court | Programme court | Programme libre | Programme libre |
| ---- | -------------------------------------- | ---------- | ------ | --------------- | --------------- | --------------- | --------------- |
| 1    | Minerva Fabienne Hase / Nikita Volodin | Allemagne  | 218.10 | 1               | 76.72           | 1               | 141.38          |
| 2    | Riku Miura / Ryūichi Kihara            | Japon      | 206.71 | 2               | 76.27           | 3               | 130.44          |
| 3    | Anastasiia Metelkina / Luka Berulava   | Géorgie    | 205.78 | 3               | 72.26           | 2               | 133.52          |
| 4    | Sara Conti / Niccolo Macii             | Italie     | 200.06 | 4               | 70.49           | 4               | 129.57          |
| 5    | Ellie Kam / Daniel O'Shea              | États-Unis | 198.26 | 5               | 68.91           | 5               | 129.35          |
| 6    | Rebecca Ghilardi / Filippo Ambrosini   | Italie     | 181.52 | 6               | 65.80           | 6               | 115.72          |

### Danse sur glace
| Rang | Nom                                   | Pays        | Points | Danse rythmique | Danse rythmique | Danse libre | Danse libre |
| ---- | ------------------------------------- | ----------- | ------ | --------------- | --------------- | ----------- | ----------- |
| 1    | Madison Chock / Evan Bates            | États-Unis  | 219.85 | 1               | 87.73           | 1           | 132.12      |
| 2    | Charlène Guignard / Marco Fabbri      | Italie      | 206.11 | 2               | 83.12           | 3           | 122.99      |
| 3    | Lilah Fear / Lewis Gibson             | Royaume-Uni | 205.18 | 3               | 82.31           | 4           | 122.87      |
| 4    | Marjorie Lajoie / Zachary Lagha       | Canada      | 199.84 | 4               | 77.73           | 5           | 122.11      |
| 5    | Piper Gilles / Paul Poirier           | Canada      | 199.27 | 6               | 72.15           | 2           | 127.12      |
| 6    | Evgeniia Lopareva / Geoffrey Brissaud | France      | 195.91 | 5               | 76.98           | 6           | 118.93      |

## Référence
1. ↑  Communiqué de l'Union internationale de patinage, « ISU Statement on the Ukrainian crisis - Participation in international competitions of Skaters and Officials from Russia and Belarus », sur isu.org, 1er mars 2022 (consulté le 16 avril 2025).

## Source
- (en) Résultats de la finale 2024/2025 du Grand Prix ISU sur le site de l'ISU